# São Pedro de Tomar
 (août 2019).
São Pedro de Tomar est une freguesia portugaise située dans le district de Santarém.
Avec une superficie de 36,49 km2 et une population de 3 069 habitants (2001), la paroisse possède une densité de 84,1 hab/km2.